# 克拉科 (意大利)

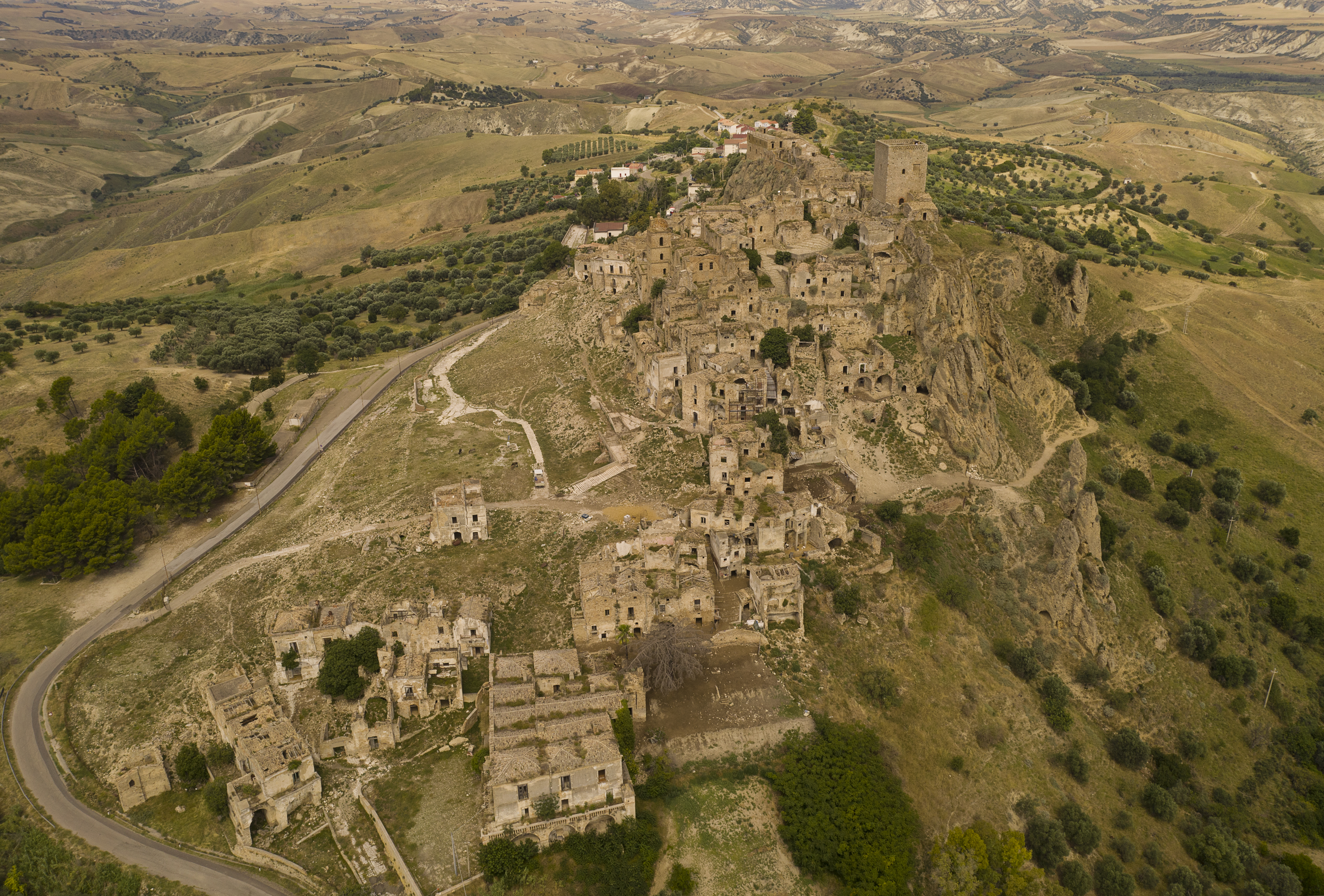
克拉科鳥瞰圖

克拉科（義大利語：Craco），是意大利南部巴斯利卡塔地區马泰拉省的一個千年歷史古鎮。因爲自然環境變得惡劣而荒廢，古鎮現在已經無人居住，因而這座古鎮又被稱爲“幽靈鎮”。目前它已成為旅遊和電影外景拍攝熱點。世界遺產委員會於2010年將克拉科列入觀察名單。

## 地理
克拉科位於塔蘭托灣內陸約40公里。它是區內一個帶有蜿蜒起伏地形四周種滿小麥的典型山區市鎮。市鎮以防禦的理由建在險峻的山峰上，令它有堅固和引人注目的外表與周圍的婉轉地貌形成強烈對比。
鎮中心建在市鎮的最高處，面對西南有新建築物的陡峭山脈。市鎮坐落在400公尺高的懸崖上俯視卡沃內河河谷。整個河谷受嚴重侵蝕形成有很多荒蕪的土丘的惡地。

## 歷史
根據已經發現的古墓遺址，公元前540年克拉科就有來自希臘人定居。該鎮的名稱可以追朔到公元1060年。當時這裏是特里卡里科大主教Arnaldo的所有地，他稱該地區為“Graculum”，在拉丁語中意思爲“小耕地”，教會與街鎮的居民生活長久以來密切相連。自從1154年至1168年，街鎮的所有權轉讓給了一個諾曼出身的貴族Eberto，他成爲該街鎮的第一個封建領主。1179年彼得拉佩爾托薩的Roberto又成爲克拉科的領主。腓特烈二世時期，克拉科是一個重要的軍事中心，城堡塔樓成爲監獄。
1276年，街鎮建立了一所大學。在13世紀，克拉科成爲穆奇奧·斯福爾扎的封建采邑領地。人口從1277年的450人增加到1477年的655人，到了1532年增加到了1718人，1561年人口增加到2590人，在接下來的幾個世紀中，人口每年平均增加1500人。到了15世紀，鎮上已經擁有了四座大型宮殿，羅馬納宮（位於塔樓附近）、歌羅西宮（位於大教堂附近）、位於里吉羅内斯莊園的卡本宫，以及西蒙内蒂宫。1656年因爲一場瘟疫造成數百人死亡，鎮上人口有所減少。
1799年，隨著帕特諾珀共和國的宣告成立，克拉科鎮民推翻了波旁王朝在該鎮的統治。幾個月之後，共和革命遭到鎮壓，克拉科重新回到波旁王朝的統治之下。拿破侖掌控法國政壇之後，克拉科又置於法國拿破侖的統治之下。1807年7月18日波旁王朝的擁護者襲擊劫掠了克拉科，並殺害了親法人士。
1815年，該鎮已經發展成爲兩個行政區。“Torrevecchia”和“Quarter della Chiesa Madre”。意大利統一之後，1861年克拉科鎮又被卡邁恩·克羅科爲首的黑社會所控制。
内亂結束之後，克拉科鎮面臨著環境與地質的自然條件的難題。1892年至1922年，超過1300多人由於農業經營條件惡劣而移民北美。1963年因爲下水道和供水系統的基礎設施建設而引發了連續不斷的山體滑坡，居民被迫疏散到其他地區。
1972年的一場洪災，阻斷了這個歷史小鎮重塑為定居點的可能，1980年伊尔皮尼亚地震之後，使得這座古鎮徹底被遺棄。
2007年，在美國的克拉科的後裔成了 "克拉科協會"，这是一個非營利組織，負責保護這座古鎮的文化歷史。

## 電影拍攝場景
- 2004年：- 《耶穌受難記》 ，由梅尔·吉布森創作、
- 2006年：- 《聖誕頌》 ，由凯瑟琳·哈德威克創作、
- 2008年：- 《新鐵金剛之量子殺機》 ，由馬克·福斯特創作、

## 外部鏈接
- 官方網站 （页面存档备份，存于）
- 克拉科近代歷史電影紀錄片（YouTube頻道） （页面存档备份，存于）